# HMS Dundee (L84)
«Данді» (англ. HMS Dundee (L84)) — військовий корабель, шлюп типу «Шоргам» Королівського військово-морського флоту Великої Британії за часів Другої світової війни.

## Історія створення
Шлюп «Данді» був закладений 11 грудня 1931 року на верфі компанії Chatham Dockyard. Спущений на воду 20 вересня 1932 року, вступив у стрій 31 березня 1933 року.

## Історія служби
Після вступу у стрій шлюп «Данді» ніс службу у складі Північноамериканської та Вест-Індійської Станції. У 1938 році 102-мм артилерійська установка була замінена на універсальну такого ж калібру, а також встановлений зчетверений 12,7-мм кулемет.
З вересня 1939 року по червень 1940 року «Данді» базувався на Тринідаді.
2 вересня він вийшов з Канади у складі ескорту конвою SC 3. 15 вересня він був потоплений німецьким ПЧ U-48 на північний захід від узбережжя Ірландії.